# Toma Chiricuță
Toma Chiricuță (n. 6 iunie 1887 – d. 1971) a fost un preot român, cofondator (la 1 mai 1915) al societății literare „Academia bârlădeană”, alături de George Tutoveanu și Tudor Pamfile.

## Biografie
S-a născut în data de 6 iunie 1887, în localitatea Odaia, comuna Bursucani, județul Vaslui și este tatăl profesorului Ion Chiricuță. 
Urmează cursurile facultății de Litere si Filosofie, apoi studiază Teologia. Și-a completat studiile la Universitățile din Leipzig, Erlangen și Heidelberɡ. Înainte de a deveni preot a activat la Botoșani ca profesor de limba germană, apoi ca pedagog și redactor.

## Distincții
- Ordinul Meritul Cultural, în gradul de Cavaler cl. II, pentru biserică (1 februarie 1943)[3]